# Niederstriegis
Niederstriegis este o comună din landul Saxonia, Germania.